# Leptocera octisetosa
Leptocera octisetosa är en tvåvingeart som först beskrevs av Becker 1903.  Leptocera octisetosa ingår i släktet Leptocera och familjen hoppflugor. Inga underarter finns listade i Catalogue of Life.